# 기가미 요시지
기가미 요시지(일본어: 木上 益治, 1957년 12월 28일 ~2019년 7월 18일 )는 일본 의 남성 애니메이터 , 애니메이션 연출가 , 애니메이션 감독이자, 교토 애니메이션의 이사이다.

## 생애
어린 시절 데즈카 오사무의 만화 시리즈를 기반으로 한 디즈니 영화와 애니메이션 쇼의 열렬한 팬이었으며 이로 인해 애니메이터가 되었다. 그는 반딧불이의 묘와 아키라의 주요 애니메이터 작업으로 업계에서 유명해졌으며, 2003년에는 자신의 첫 작품인 문토를 감독했다. 이후 교토 애니메이션 교육 프로그램의 강사로 일하며 활동을 이어갔다.

2019년 7월 18일 교토 애니메이션 방화 사건 당시 실종 처리되었으며, 2019년 8월 2일에 그의 사망이 확인되었다.